# Монастеріо-де-Вега
Монастеріо-де-Вега (ісп. Monasterio de Vega) — муніципалітет в Іспанії, у складі автономної спільноти Кастилія-і-Леон, у провінції Вальядолід. Населення — 106 осіб (2010).
Муніципалітет розташований на відстані близько 240 км на північний захід від Мадрида, 75 км на північний захід від Вальядоліда.

## Демографія
Динаміка населення (INE ):

## Галерея зображень

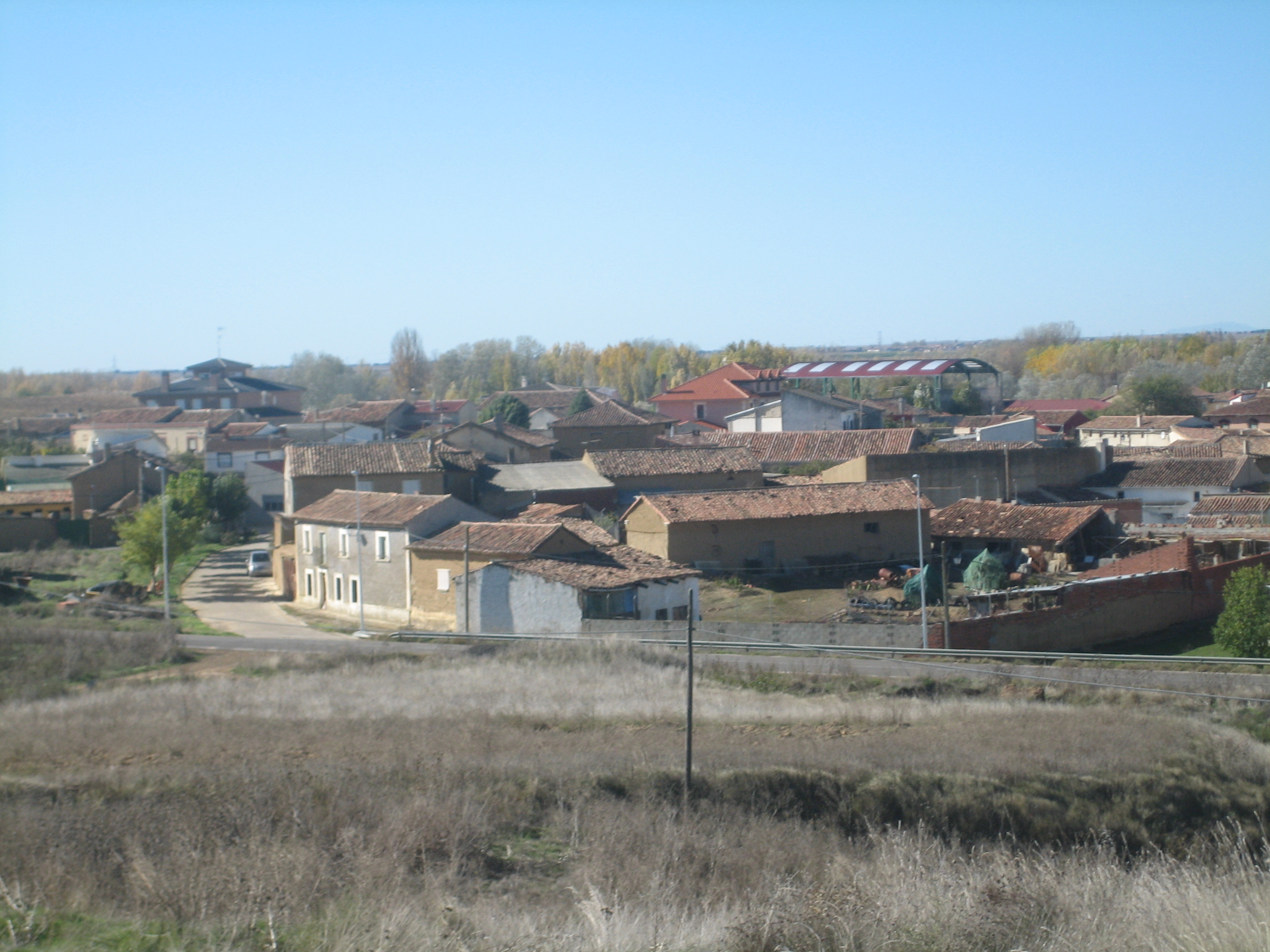
Монастеріо-де-Вега